# Lý Lâm Phủ
Lý Lâm Phủ (tiếng Trung: 李林甫; bính âm: Lǐ Línfǔ; mất ngày 3 tháng 1, 753), tên mụ Ca Nô (tiếng Trung: 哥奴), tước Tấn công (tiếng Trung: 晉公), là một viên quan Trung Quốc thời nhà Đường. Giữ chức thừa tướng trong suốt 18 năm (734–752), Lý Lâm Phủ là thừa tướng tại nhiệm lâu nhất triều Đường Huyền Tông và là một trong những tế tướng tại nhiệm lâu nhất thời nhà Đường.
Lý Lâm Phủ nổi tiếng là kẻ hay xu nịnh hoàng đế. Nhờ sự lão luyện trên chính trường mà ông duy trì được quyền lực thừa tướng trong khoảng thời gian rất dài. Việc Lý Lâm Phủ tiêu diệt hết các đối thủ chính trị tiềm tàng bằng những lời vu không vô căn cứ và trao quyền chỉ huy quân đội chủ chốt cho nhiều tướng lĩnh phi Hán, được cho là nguyên nhân khiến triều đại của Đường Huyền Tông ngày một suy thoái, mà đỉnh điểm khủng hoảng là sự kiện Loạn An Sử, diễn ra ngay sau cái chết của Lý Lâm Phủ. Sau Loạn An Sử, Đường Huyền Tông cũng thừa nhận rằng Lý Lâm Phủ là bậc thầy trong việc loại bỏ đối thủ chính trị, luôn ganh ghét với mọi quan chức đối địch tiềm năng, và chính vì Lý Lâm Phủ mà triều đình nhà Đường thiếu trầm trọng quan chức có năng lực suốt những năm Thiên Bảo.

## Thân thế
Lý Lâm Phủ xuất thân từ một nhánh trong hoàng tộc nhà Đường, là cháu bốn đời của Huyên Vương Lý Y (con trai thứ sáu của Thái Tổ Lý Hổ), cháu nội của Trường Bình Túc Vương Lý Thúc Lương, cháu gọi Hoa Dương Quận Công kiêm Trưởng sử Nguyên Châu Lý Hiếu Bân là ông nội và là con trai của Dương Châu Tham quân Lý Tư Hối.
Lý Lâm Phủ lúc trẻ bị đánh giá tính cách gian xảo, dù biết viết lách nhưng lại không có kiến thức sâu rộng. Ông giỏi âm luật, được cậu ruột là Giang Kiểu yêu mến. Tuy nhiên, đường thúc tổ của Giang Kiểu là Thị trung Nguyên Càn Diệu không đánh giá cao Lý Lâm Phủ, từng nhận xét: "Quan lang phải là người có phẩm hạnh và danh vọng cao, cớ sao lại là kẻ như Cả Nô?"

## Sự nghiệp chính trị
Năm Khai Nguyên thứ 14 (726), Lý Lâm Phủ được bổ nhiệm làm Ngự sử trung thừa, sau đó giữ các chức Thị lang Bộ Hình và Bộ Lại. Ông từng gây chia rẽ khiến Trung thư lệnh Trương Cửu Linh bị giáng chức. Từ năm Khai Nguyên thứ 22 (734) đến Thiên Bảo năm thứ 11 (752), Lý Lâm Phủ giữ chức Tể tướng triều Đường, kiêm nhiệm Trung thư lệnh từ năm Khai Nguyên thứ 24 (736). Ông bị đánh giá là người âm hiểm, gian trá, được ví là "miệng ngọt như mật, lòng nhọn như gươm" (khẩu mật phúc kiếm) và còn được gọi là "dao trong thịt" (nhục yêu đao).
Lý Lâm Phủ tham gia vào âm mưu của Võ Huệ phi nhằm tranh đoạt ngôi thái tử. Việc này dẫn đến cái chết oan uổng của ba hoàng tử: Thái tử Lý Oánh, Ngạc Vương Lý Dao và Quang Vương Lý Cư. Ông từng ý định lập con trai của Vũ Huệ Phi là Thọ Vương Lý Mao làm thái tử, nhưng không thành công. Sau đó, ông lại âm mưu phế truất tân thái tử Lý Dư (tức Đường Túc Tông), buộc Lý Dư phải bỏ vợ và thiếp.
Trong những năm Khai Nguyên, các đại thần như Trương Gia Trinh, Vương Tuấn, Trương Thuyết, Tiêu Tung và Đỗ Tiêm từng giữ chức Tiết độ sứ rồi quay về triều nắm quyền chính sự. Lý Lâm Phủ muốn chấm dứt truyền thống "ra làm tướng, về làm tể tướng" nên từng dâng tấu: "Văn nhân làm tướng sợ đối mặt với tên đạn, chi bằng dùng người xuất thân thấp hèn hoặc người vùng biên. Người vùng biên giỏi chiến đấu, dũng cảm; còn người xuất thân thấp hèn thì không có bè phái." Từ đó, Cao Tiên Chi và Ca Thư Hàn được trọng dụng làm đại tướng. Lý Lâm Phủ lợi dụng việc những người này ít học, không thể tham gia triều chính, để củng cố quyền lực. Tuy nhiên, điều này tạo điều kiện cho An Lộc Sơn nổi loạn, gián tiếp dẫn đến cuộc loạn An Sử. Do có hiềm khích với Dương Quốc Trung, sau khi chết, Lý Lâm Phủ bị Quốc Trung vu oan, tước bỏ mọi chức tước. Người đương thời xem đó là sự bất công.

## Quan hệ với giới văn nhân
Cả Tân Đường thư và Tư trị thông giám đều ghi rằng Lý Lâm Phủ "đặc biệt ghen ghét những người thuộc giới văn nhân". Theo hai bộ sử liệu này, vào năm Thiên Bảo thứ 6, ông thao túng kỳ thi khoa cử, dẫn đến không ai đỗ đạt, trong đó có cả những tài năng như Đỗ Phủ và Nguyên Kết. Tuy nhiên, ông lại tấu trình rằng "không còn nhân tài nào bị bỏ sót". Nguồn gốc của câu chuyện trên bắt nguồn từ bài thơ Dụ hữu của Nguyên Kết, nhưng trong bài viết gốc, cụm từ "布衣之士无有第者" (những người áo vải không ai đỗ đạt) chỉ ám chỉ rằng người bình dân không đỗ, chứ không hoàn toàn phủ nhận khả năng những người có xuất thân không bình dân đạt khoa danh.
Cựu Đường thư còn ghi rằng Cao Thích từng bị Lý Lâm Phủ coi thường nên chỉ được bổ nhiệm làm Huyện úy Phong Khâu. Tuy nhiên, Phong Khâu là một huyện quan trọng và đối với người không có xuất thân gia thế như Cao Thích, việc được giao chức vụ này không hẳn là bị coi nhẹ. Sau khi nhận chức, Cao Thích còn viết bài Lưu thượng Lý hữu tướng để bày tỏ lòng biết ơn với Lý Lâm Phủ.
Mặc dù bản thân Lý Lâm Phủ không xuất thân từ khoa cử, ông cũng biết làm thơ và từng giao du với những văn nhân như Hàn Triều Tông và Tịch Dự. Ông còn có qua lại và ngâm vịnh thơ với các nhân vật như Trương Cửu Linh, Vương Duy, Tôn Địch và Lư Chuẩn. Trong bài Hòa Bộc Xạ Tấn Công hộ tòng Ôn Thang, Vương Duy gọi ông là "triết tượng" (bậc thầy trí tuệ), trong khi Tôn Địch trong bài Phụng hòa Lý hữu tướng thưởng hội Xương Lâm đình ca ngợi ông là "hiền tướng". Dưới thời Lý Lâm Phủ làm Tể tướng, Vương Duy từng giữ chức Lang trung Bộ Khố và Bộ Lại (hàm Ngũ phẩm thượng), Tôn Địch làm Thái tử Tả Thứ tử (hàm Chính Tứ phẩm thượng), còn Tịch Dụ được bổ nhiệm làm Lễ bộ Thượng thư (hàm Chính Tam phẩm).
Quan hệ giữa Lý Lâm Phủ và Vương Duy đặc biệt tốt. Ngoài việc làm thơ qua lại, hai người còn là bạn đồng hành trong hội họa. Lịch đại danh họa ký của Trương Nghiễm Viễn từng ghi rằng: "Lý Lâm Phủ cũng giỏi vẽ tranh". Vương Duy cũng có mối giao thiệp với thư ký Viện Hàm của Lý Lâm Phủ. Ông từng viết bài Viện Xá nhân năng thư Phạn tự kiêm đạt Phạn âm giai khúc tận kỳ diệu hí vi chi tặng để tặng Viện Hàm, và Viện Hàm đáp lại bằng bài Thù Vương Duy. Sau đó, Vương Duy lại viết bài Trùng thù Viện Lang trung tịnh tự để hồi đáp.
Trong 18 năm nắm quyền, dù Lý Lâm Phủ mang tiếng là "kẻ âm mưu và gian trá", song năng lực của ông được đánh giá cao. Cựu Đường thư nhận xét rằng ông xử lý công việc cẩn trọng, có phương pháp: "Mỗi việc đều cẩn thận, sắp xếp quy củ, tăng cường kỷ luật. Việc bổ nhiệm và thuyên chuyển trong triều ngoài nội đều có sự cân nhắc kỹ lưỡng."

## Gia quyến
Lý Lâm Phủ có tổng cộng 25 con trai và 25 con gái, dưới đây là một số người nổi bật
- Con trai, Lý Tụ, giữ chức Tướng Tác Giám
- Con trai, Lý Ngạc, giữ chức Tư Trữ Lang Trung
- Con trai, Lý Tự, giữ chức Thái Thường Thiếu Khanh
- Con trai, Lý Tốt, giữ chức Huyện lệnh tại huyện Võ Công
- Con trai, Lý Đôn, giữ chức Phù Bảo Lang
  - Lý Hoằng Trạch, tự Đức Nhuận, giữ chức Tông Chính Khanh 
    - Lý Nhân Chi, tham quân tại Biện Châu
    - Lý Xương Đồ
    - Lý Tổn Chi, tham quân tại Quát Châu
    - Lý Đại Nhã, giữ chức Huyện úy tại huyện Thường Thục
- Con gái, gả cho Trương Bác Tế
- Con gái, gả cho Trịnh Bình
- Con gái, gả cho Đỗ Vị
- Con gái, gả cho Tề Tuyên
- Con gái, gả cho Nguyên Tồn
- Con gái, Lý Đằng Không, xuất gia làm đạo cô, đạo hiệu là Nữ Chân